# Misanteca mahuba
Misanteca mahuba là loài thực vật có hoa trong họ Nguyệt quế. Loài này được (A. Samp.) Lundell miêu tả khoa học đầu tiên năm 1969.